# Nicholas Barbon

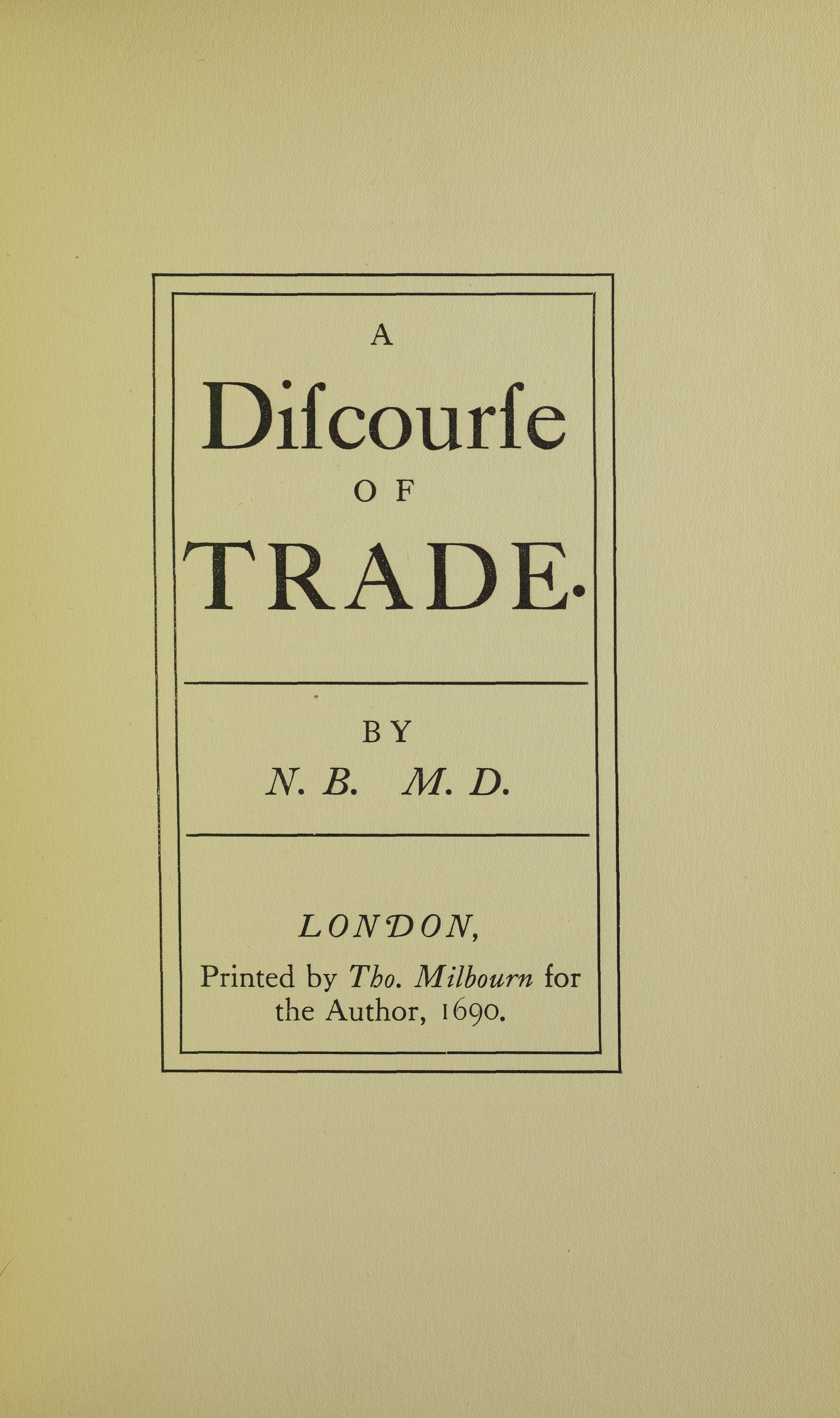
Discourse of trade, 1905

Nicholas Barbon, född omkring 1640 i London, död cirka 1698, var en engelsk nationalekonom.
Hans namn är ett exempel på 'uppmanande' namn, vanliga bland puritaner i England under 1600-talet. Barbon var ursprungligen läkare, men ägnade sig efter den stora branden i London 1666 åt byggnadsverksamhet. Han betraktas som grundaren av den engelska brandförsäkringsverksamheten, då han redan 1680 öppnade ett brandförsäkringskontor i London. Barbon är dessutom en av initiativtagarna till National land bank. Barbon var även teoretiker av betydande mått. I sin Discours of trade (1690) har han framlagt bland annat en värdelära, som visar stor överensstämmelse med modern uppfattning. Bytesvärdet bestäms enligt Barbon av varans användbarhet och förrådens knapphet. Även i fråga om räntebegreppet och penningvärdet kom Barbon betydligt längre än den samtida nationalekonomin. Övertygad frihandlare kritiserade han starkt den merkantilistiska uppfattningen.